# Fatty à la fête foraine
Pour plus de détails, voir Fiche technique et Distribution.
Fatty à la fête foraine (titre original : Coney Island) est un film américain réalisé par Roscoe Arbuckle, sorti en 1917.
On remarque un Buster Keaton hilare dans cette comédie burlesque.

## Synopsis
C'est jour de fête à Coney Island : Buster et son amie regardent défiler une parade. Pendant ce temps, sur la plage, Fatty, flanqué d'une épouse acariâtre et autoritaire, s'ennuie profondément. La vision d'un chien creusant un trou lui donne une idée pour se soustraire à la trop grande présence de sa femme. Cette dernière, en recherchant son mari volage, rencontre un vieil ami, séducteur en mal de conquête. Rapidement, tout ce petit monde se retrouve à la fête foraine.

## Fiche technique
- Titre : Fatty à la fête foraine
- Titre original : Coney Island
- Réalisation : Roscoe Arbuckle
- Scénario : Roscoe Arbuckle
- Photographie : George Peters (non crédité)
- Montage : Herbert Warren (non crédité)
- Producteur : Joseph M. Schenck
- Société de production : Comique Film Corporation
- Société de distribution : Paramount Pictures
- Pays d'origine :  États-Unis
- Langue : film muet intertitres anglais
- Format : Noir et blanc — 35 mm — 1,33:1 — Muet
- Genre : Comédie, Film burlesque
- Durée : deux bobines
- Date de sortie :
  - États-Unis : 29 octobre 1917

## Distribution
- Roscoe "Fatty" Arbuckle : Fatty

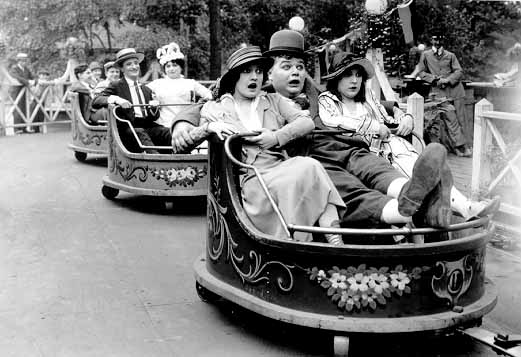
Scène du film tournée dans un Whip.

- Joe Bordeaux : le bateleur au marteau/policier
- Jimmy Bryant :
- Buster Keaton : le rival/policier
- Alice Lake :
- Alice Mann :
- Agnes Neilson : l'épouse de Fatty
- Al St. John : le vieil ami de l'épouse de Fatty

## À noter
- Le film a été tourné au parc d'attractions de Coney Island et aux Studios Selznick à New York.